# World Team Cup

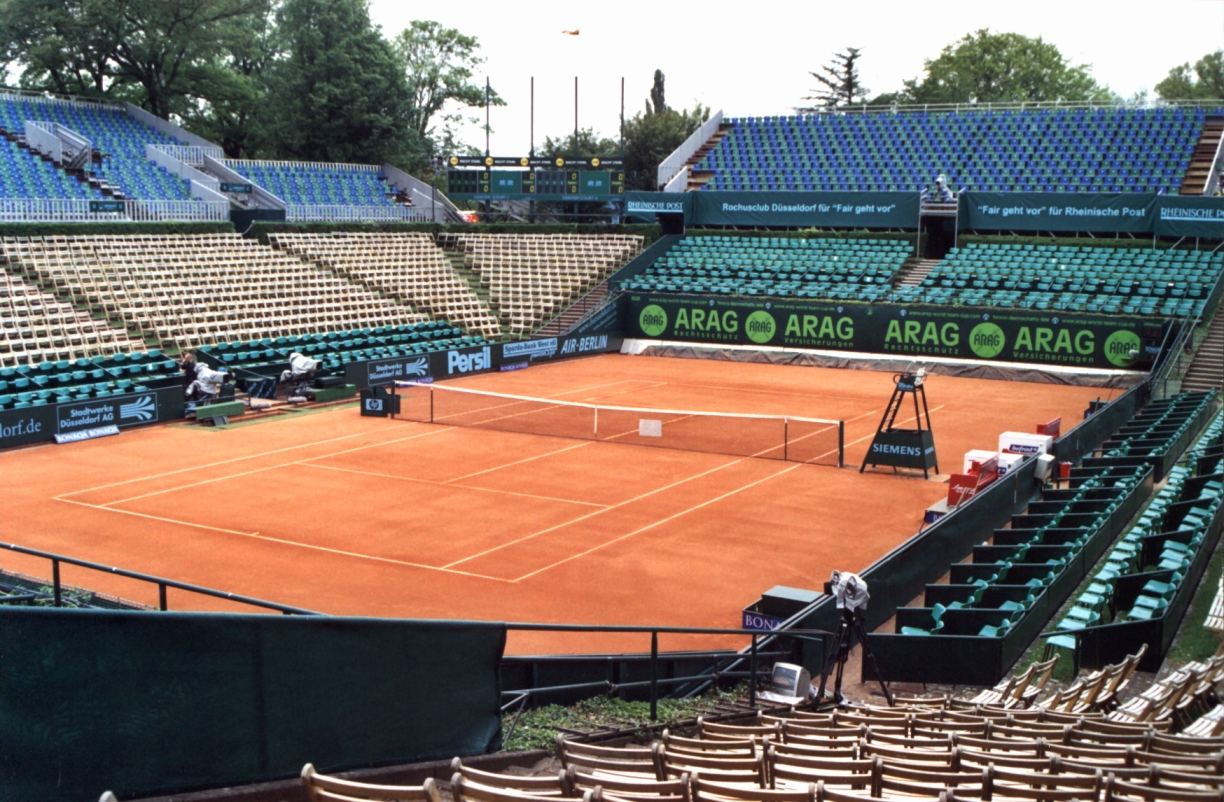
Rochusklubben i Düsseldorf, Center Court I

World Team Cup, eg. the ATP Tennis World Team Championship, var en årligen spelad tennisturnering mellan åtta landslag bestående av respektive länders vid föregående årsslut på ATP-rankningen högst placerade manliga spelare. Tävlingarna spelades utomhus på Rochus-klubbens grusbanor i Düsseldorf under en vecka i maj omedelbart före Franska öppna.
De åtta deltagande lagen delades in i två grupper, där varje lag möttes inbördes. Varje möte bestod av två singelmatcher och en dubbelmatch som spelades under en speldag. Tävlingarna åtnjöt stor popularitet bland såväl spelare som publik. Den besöktes enligt turneringens officiella webbplats av cirka 75 000 åskådare varje år och direktsändes i TV till mer än 160 länder. 
Turneringen spelades första gången 1978 med ett lag från Spanien som segrare.
I oktober 2012 tillkännagavs det att turneringen är nerlagd.

## Resultatlista
| År   | Mästarnation    | Finalmotståndare | Matchresultat |
| ---- | --------------- | ---------------- | ------------- |
| 1978 | Spanien         | Australien       | 2-1           |
| 1979 | Australien      | Italien          | 2-1           |
| 1980 | Argentina       | Italien          | 3-0           |
| 1981 | Tjeckoslovakien | Australien       | 2-1           |
| 1982 | USA             | Australien       | 2-0           |
| 1983 | Spanien         | Australien       | 2-1           |
| 1984 | USA             | Tjeckoslovakien  | 2-1           |
| 1985 | USA             | Tjeckoslovakien  | 2-1           |
| 1986 | Frankrike       | Sverige          | 2-1           |
| 1987 | Tjeckoslovakien | USA              | 2-1           |
| 1988 | Sverige         | USA              | 2-0           |
| 1989 | Västtyskland    | Argentina        | 2-1           |
| 1990 | Jugoslavien     | USA              | 3-0           |
| 1991 | Sverige         | Jugoslavien      | 2-1           |
| 1992 | Spanien         | Tjeckien         | 2-0           |
| 1993 | USA             | Tyskland         | 3-0           |
| 1994 | Tyskland        | Spanien          | 2-1           |
| 1995 | Sverige         | Kroatien         | 2-1           |
| 1996 | Schweiz         | Tjeckien         | 2-1           |
| 1997 | Spanien         | Australien       | 3-0           |
| 1998 | Tyskland        | Tjeckien         | 3-0           |
| 1999 | Australien      | Sverige          | 2-1           |
| 2000 | Slovakien       | Ryssland         | 3-0           |
| 2001 | Australien      | Ryssland         | 2-1           |
| 2002 | Argentina       | Ryssland         | 3-0           |
| 2003 | Chile           | Tjeckien         | 2-1           |
| 2004 | Chile           | Australien       | 2-1           |
| 2005 | Tyskland        | Argentina        | 2-1           |
| 2006 | Kroatien        | Tyskland         | 2-1           |
| 2007 | Argentina       | Tjeckien         | 2-1           |
| 2008 | Sverige         | Ryssland         | 2-1           |
| 2009 | Serbien         | Tyskland         | 2-1           |
| 2010 | Argentina       | USA              | 2-1           |
| 2011 | Tyskland        | Argentina        | 2-1           |
| 2012 | Serbien         | Tjeckien         | 3-0           |